# Звековица
Звековица (на хърватски: Zvekovica) е село в Хърватия, разположено в община Конавле, Дубровнишко-неретванска жупания. Намира се на 130 метра надморска височина. Населението му според преброяването през 2011 г. е 570 души. При преброяването на населението през 1991 г. има 519 жители, от тях 412 (79,38 %) хървати, 73 (14,06 %) сърби, 11 (2,11 %) мюсюлмани, 7 (1,34 %) югославяни, 3 (0,57 %) унгарци, 2 (0,38 %) македонци, 2 (0,38 %) словенци, 2 (0,38 %) черногорци, 3 (0,57 %) други, 3 (0,57 %) неопределени и 1 (0,19 %) неизвестен.

## Население
Численост на населението според преброяванията през годините:
- 1857 – 174 души
- 1869 – 182 души
- 1880 – 168 души
- 1890 – 170 души
- 1900 – 193 души
- 1910 – 189 души
- 1921 – 178 души
- 1931 – 182 души
- 1948 – 198 души
- 1953 – 196 души
- 1961 – 247 души
- 1971 – 318 души
- 1981 – 293 души
- 1991 – 519 души
- 2001 – 400 души
- 2011 – 570 души